# Квинт Аниций Фауст Паулин
Квинт Ани́ций Фа́уст Паули́н (лат. Quintus Anicius Faustus Paulinus) — римский военный и политический деятель первой половины III века.
Его отцом был консул-суффект 198 года Квинт Аниций Фауст. В 229/230 году Паулин занимал должность легата пропретора Нижней Мёзии. Поскольку эта была консульская должность, то предполагается, что до 230 года Паулин был консулом-суффектом.
Паулин был женат, по всей видимости, на дочери консула-суффекта Секста Кокцея Вибиана. По другой версии, он был шурином сына Вибиана. Его сыновьями или племянниками были консулы Марк Кокцей Аниций Фауст Флавиан и Секст Кокцей Аниций Фауст Паулин.